# De La Rue (Mondkrater)
De La Rue ist eine 136 km durchmessende, zerfallene Wallebene am nordöstlichen Rand der Mondvorderseite. Sie liegt nördlich des großen Kraters Endymion und unmittelbar südlich der kleineren, aber auffälligeren Krater Thales und Strabo.
Der Wall ist fast vollständig eingeebnet und teilweise von neueren Kratern überlagert, was ein hohes Alter nahelegt. Die Entstehungszeit wird der pränektarischen Periode zugerechnet.
| Buchstabe | Position           | Durchmesser | Link |
| --------- | ------------------ | ----------- | ---- |
| D         | 56,81° N, 46,34° O | 18 km       |      |
| E         | 56,84° N, 49,88° O | 32 km       |      |
| J         | 58,99° N, 52,82° O | 14 km       |      |
| P         | 60,44° N, 61,5° O  | 9 km        |      |
| Q         | 61,61° N, 60,81° O | 10 km       |      |
| R         | 62,09° N, 60,83° O | 10 km       |      |
| S         | 62,94° N, 62,44° O | 13 km       |      |
| W         | 55,75° N, 47,08° O | 17 km       |      |

Der Krater wurde 1935 von der IAU nach dem britischen Astronomen Warren de la Rue offiziell benannt.
Auf den Karten von Johann Friedrich Julius Schmidt erscheint er unter dem Namen Epicurius.